# Биалгебра
Биалгебра — векторное пространство над полем, которое одновременно является унитальной ассоциативной алгеброй и коунитальной коассоциативной коалгеброй, так что алгебраическая и коалгебраическая структуры согласованы. А именно, коумножение и коединица являются гомоморфизмами унитальной алгебры, или, что эквивалентно, умножение и единица алгебры являются морфизмами коалгебры (эти утверждения эквивалентны, поскольку они выражаются одними и теми же коммутативными диаграммами).
Гомоморфизм биалгебр — это линейное отображение, которое является одновременно гомоморфизмом соответствующих алгебр и коалгебр. Из симметрии коммутативных диаграмм видно, что определение биалгебры является самодвойственным, поэтому, если возможно определить двойственное пространство к векторному пространству, на котором строится биалгебра (что всегда возможно, если оно конечномерно), то оно автоматически является биалгеброй.

## Определение
Биалгеброй {\displaystyle (B,\nabla ,\eta ,\Delta ,\epsilon )} с умножением {\displaystyle \nabla }, единицей  {\displaystyle \eta }, коумножением {\displaystyle \Delta } и коединицей  {\displaystyle \epsilon } над полем {\displaystyle K} называется алгебраическая структура, обладающая следующими свойствами:
- {\displaystyle B} является векторным пространством над полем {\displaystyle K};
- заданы умножение, то есть линейное отображение {\displaystyle \nabla }: {\displaystyle B\otimes B\rightarrow B} над полем {\displaystyle K} (или, что эквивалентно, полилинейное отображение {\displaystyle \nabla }: {\displaystyle B\times B\rightarrow B} над полем {\displaystyle K}) и единица, то есть линейное отображение {\displaystyle \eta }: {\displaystyle K\rightarrow B}, так что {\displaystyle (B,\nabla ,\eta )} является унитальной ассоциативной алгеброй;
- заданы коумножение, то есть линейное отображение {\displaystyle \Delta }: {\displaystyle B\rightarrow B\otimes B} над полем {\displaystyle K}, и коединица, то есть линейное отображение {\displaystyle \epsilon }: {\displaystyle B\rightarrow K}, так что {\displaystyle (B,\Delta ,\epsilon )} является коунитальной коассоциативной коалгеброй;
- выполняются условия совместимости, выраженные следующими коммутативными диаграммами:

1. согласованы умножение  {\displaystyle \nabla } и коумножение {\displaystyle \Delta }[1]

где {\displaystyle \tau }: {\displaystyle B\otimes B\rightarrow B\otimes B} является линейным отображением, определенным как {\displaystyle \tau (x\otimes y)=y\otimes x} для всех {\displaystyle x} и {\displaystyle y} в {\displaystyle B},
2. согласованы умножение {\displaystyle \nabla } и коединица {\displaystyle \epsilon }
3. согласованы коумножение {\displaystyle \Delta } и единица {\displaystyle \eta }[2]
4. согласованы единица {\displaystyle \eta } и коединица {\displaystyle \epsilon }